# Persicaria strigosa
Persicaria strigosa là một loài thực vật có hoa trong họ Rau răm. Loài này được (R.Br.) Nakai miêu tả khoa học đầu tiên năm 1926.